# Agrarverfassung des Deutschordensstaates
Die Agrarverfassung des Deutschordensstaates war eine Variante der mittelalterlichen Agrarverfassung. Sie wies Besonderheiten auf, die fast nur auf dem Gebiet des späteren Ostpreußen vorkamen.
Die Agrarverfassung des Deutschordensstaates hatte das Ziel, das eroberte Prußenland ökonomisch möglichst optimal auszunutzen und zu kontrollieren. Erhebliches Gewicht in diesem System hatten angeworbene Siedler, die meist aus deutschsprachigen Gebieten kamen. Die unterworfene prußische Bevölkerung wurde neu organisiert. Die ländlichen Siedlungen, sowohl die der Neusiedler wie auch die der Prußen, waren entweder als Dörfer oder als Einzelhöfe angelegt. Die Dörfer der Siedler wurden Hufenzinsdörfer, die der Prußen Hakenzinsdörfer genannt.  

## Hufenzinsdörfer
Ein Hufenzinsdorf wurde nach Kulmer Recht gegründet. Die Bauern eines solchen Dorfes wurden deswegen noch bis ins späte 19. Jahrhundert als kölmische Bauern oder Kölmer (Köllmer) bezeichnet. Die Gründung eines Hufenzinsdorfes wurde von einem Lokator organisiert, dessen Rechte und Pflichten der Deutsche Orden, vertreten durch den örtlich zuständigen Komtur, als Vertragspartner in einer Handfeste niederlegte. Zu den Privilegien eines Lokators gehörte stets die Wahl eines Grundstücks, das erheblich größer als das eines Neusiedlers war (oft vier oder sechs Hufen). Weitere übliche Regalien waren die Erbschultheißenwürde und die Kruggerechtigkeit im neuen Dorf. Dazu konnte auch das Recht kommen, eine Mühle anzulegen. Alle diese Rechte brachten dem Lokator und seinen Nachfahren wirtschaftliche Vorteile. Ein kölmischer Bauer erhielt von seinem Lokator ein Stück Land in der Größe von zwei Hufen, das waren etwa 33 Hektar. Er war persönlich frei und konnte seinen Besitz frei vererben oder verkaufen. „Diese ‚kölmischen‘ Bauern lebten unter Bedingungen, die denen eines modernen Landwirts ähnlich waren.“ (Hartmut Boockmann) Jedes Hufenzinsdorf bildete für sich einen eigenen Gerichtsbezirk. Der Schultheiß des Dorfes (also der Lokator oder sein Nachfahre) war der Richter und durfte in der Regel zwei Drittel der eingenommenen Strafgelder behalten, während der Orden Anspruch auf ein Drittel erhob. Außerdem bekam der Orden regelmäßige Abgaben („Zins“), die anhand der Hufenzahl des Dorfes berechnet wurden.  

## Hakenzinsdörfer
Prußische Bauern wurden in Hakenzinsdörfern zusammengefasst. Der Haken war eine Fläche von ungefähr 10 Hektar und war nach dem traditionellen Arbeitsgerät der Prußen, dem Hakenpflug, benannt, der nur eine geringere Tagesleistung als der Scharpflug der Neusiedler ermöglichte. Ein prußischer Bauernhof wurde in der Regel mit zwei Haken ausgestattet. Prußische Bauern waren persönlich unfrei, was sich in ihrer Verpflichtung zu Arbeitsleistungen für den Deutschen Orden zeigte. Im Unterschied zum Schultheiß eines Hufenzinsdorfs hatte der Vorsteher eines Hakenzinsdorfs, oft Starost genannt, keine Gerichtsbefugnisse. Die Abgaben („Zins“) der prußischen Bauern berechneten sich nach der Zahl der Haken. Mittelpunkt für Wirtschaft und Rechtsprechung der Prußen waren die sogenannten Kammerämter, die in der Verwaltungshierarchie des Deutschordensstaats zwischen den Hakenzinsdörfern und den Komtureien standen. Der Kämmerer eines solchen Amtes war freilich meist ein Pruße, der so ausnahmsweise richterliche Befugnisse über seine Landsleute hatte.

## Kleine Freie
Die sogenannten Kleinen Freien waren in der Regel Prußen, die sich frühzeitig auf die Seite des Deutschen Ordens geschlagen hatten. Ihr Grundbesitz war meist nicht umfangreicher als der von prußischen Bauern. Sie waren aber – wie der Name sagt – persönlich frei, und anstelle von Abgaben leisteten sie dem Orden Reiterdienst mit leichten Waffen. Es war möglich, dass sich ein unfreier prußischer Bauer freikaufte und ebenfalls zum Kleinen Freien wurde. Typisch für die Kleinen Freien der ersten Generation war aber, dass ihr Besitz als abgesonderter Einzelhof eine Gemarkung für sich bildete.

## Große Freie
Die sogenannten Großen Freien rekrutierten sich nicht nur aus zugewanderten Deutschen, sondern auch aus Prußen und Polen. Ihr Rechtsstatus wurde grundsätzlich aus der Kulmer Handfeste abgeleitet, war aber nicht einheitlich. Alle Großen Freien waren verpflichtet, dem Orden Reiterdienst mit schweren Waffen zu leisten. Deswegen wurden ihre Güter oft Dienstgüter genannt. Im Unterschied zu den Gütern der Kleinen Freien handelte es sich bei ihren Gütern bereits um Großgrundbesitz. Die Großen Freien sind deswegen mit Grundherren zu vergleichen, insbesondere, wenn zu den Dienstgütern noch das Eigentum an Dörfern kam. Die Großen Freien waren ursprünglich keine Adligen. Im Laufe der Zeit näherten sie sich aber der Lebensweise des Adels benachbarter Länder an und veränderten ihr Selbstverständnis. Diese Entwicklung eskalierte schließlich 1454, als der Preußische Bund, in dem der mittlerweile ausgebildete Landadel stark vertreten war, dem Hochmeister des Deutschen Ordens den Gehorsam aufkündigte.
Inselartig lagen zwischen diesen vier Formen ländlicher Siedlung die Höfe, die vom Orden unmittelbar bewirtschaftet wurden (z. B. als Vorwerk einer Ordensburg) und die Gemarkungen der Städte.